# Хорошавка (разъезд, Алтайский край)
Хорошавка — упразднённый в 2000 году разъезд в Благовещенском районе Алтайского края России. На момент упразднения входил в состав Суворовского сельсовета.

## География
Располагался западнее Кулундинского магистрального канала, у бывшего одноимённого разъезда Западно-Сибирской железной дороги, на расстоянии примерно 2,5 километров (по прямой) к северо-западу от поселка Хорошавка.

## История
Возник в 1953 году в связи со строительством железнодорожного разъезда Хорошавка на линии Барнаул — Кулунда.
Исключен из учётных данных в 2000 году.

## Население
К выходу в октябре 2010 года Постановления об упразднении  выехали все жители.

## Инфраструктура
К выходу в октябре 2010 года Постановления об упразднении  жилые помещения и производственные объекты были ликвидированы без возможности восстановления.